# Souleymane Roêl Koné
Pour les articles homonymes, voir Koné.
Cet article concerne un taekwondoïste et homme politique ivoirien. Pour le coureur cycliste burkinabé, voir Souleymane Koné.
Souleymane Roêl Koné, surnommé Solo Roêl, né le 20 décembre 1951 à Adjamé (Abidjan), est un taekwondoïste et homme politique ivoirien.

## Biographie

### Jeunesse et études
Souleymane Koné fréquente dans sa jeunesse le lycée municipal de Bouaké et le lycée agricole de Bingerville. Il est diplômé en génie civil à l'École nationale supérieure des travaux publics de Yamoussoukro.

### Taekwondo
Souleymane Roêl Koné, ceinture noire 6e dan, est sacré champion d'Afrique de taekwondo dans la catégorie des poids welters en 1979 à Abidjan puis médaillé de bronze aux Jeux mondiaux de 1981 à Santa Clara. Chevalier dans l'ordre du mérite sportif, il est ensuite formateur et président fondateur de plusieurs clubs ivoiriens de taekwondo dont notamment le Baron TKD Club de Yopougon, le Pôrô puis Alliance TKD Club d'Odiénné, le Gesco TKD Club de Sikensi et l'ENSTP TKD Club de Yamoussoukro
Le 25 février 2017, il est nommé Directeur technique national à la Fédération ivoirienne de taekwondo ; il prend officiellement ses fonctions le 7 mars 2017.

### Politique
Membre du Rassemblement des républicains et président du Conseil général d'Odienné, il est élu député de Séguelon à l'Assemblée nationale aux élections législatives ivoiriennes de 2011.
Il est élu président du Conseil régional du Kabadougou en 2013. Koné est réélu en 2018 et 2023,,.

### Autres activités professionnelles
Expert routier, il est consultant de la Banque mondiale et directeur général adjoint de l'Agence de gestion des routes (Agéroute).